# Schaukelpolitik
Das Wort Schaukelpolitik beschreibt abwertend eine Politik ohne festen Standpunkt, die sich der jeweiligen Situation anpasst oder zwischen verschiedenen Fronten wechselt. Es beschreibt also eine Beliebigkeit bzw. einen politischen Zickzackkurs.

## Beispiele für den Begriff in den Medien
- Eine Schaukelpolitik sieht beispielsweise die Süddeutsche Zeitung in der Politik des türkischen Präsidenten Erdoğan, dessen Positionen zwischen den Interessen der NATO und Russlands hin und her schaukele.[1]
- Der Politikwissenschaftler Stefan Meister bezeichnet das Verhalten Präsident Wiktor Janukowytschs mit diesem Begriff.[2]
- Volker Kronenberg stellt in „Grundzüge deutscher Außenpolitik 1949-1990“ die Westbindung Konrad Adenauers in den Zusammenhang, eine Schaukelpolitik zu verhindern.[3]

Der Google Ngram Viewer sieht für die Verwendung des Wortes einen deutlichen Höhepunkt in der Zeit zwischen 1960 und 2000.